# Xyloblaptus mexicanus
Xyloblaptus mexicanus is een keversoort uit de familie boorkevers (Bostrichidae). De wetenschappelijke naam van de soort is voor het eerst geldig gepubliceerd in 1939 door Lesne.